# Peter Stormare

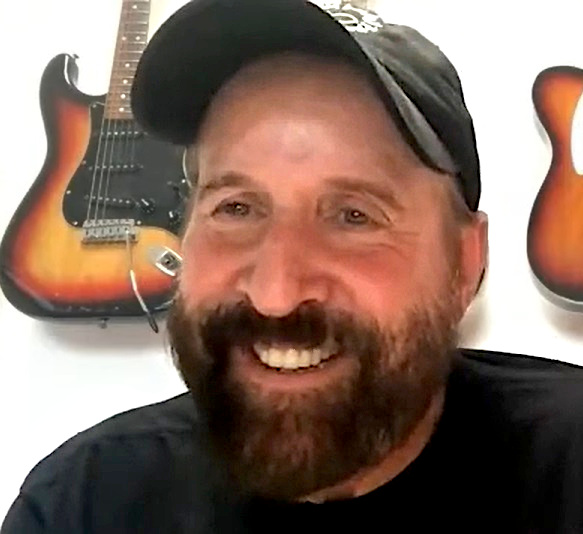
Peter Stormare (2021)

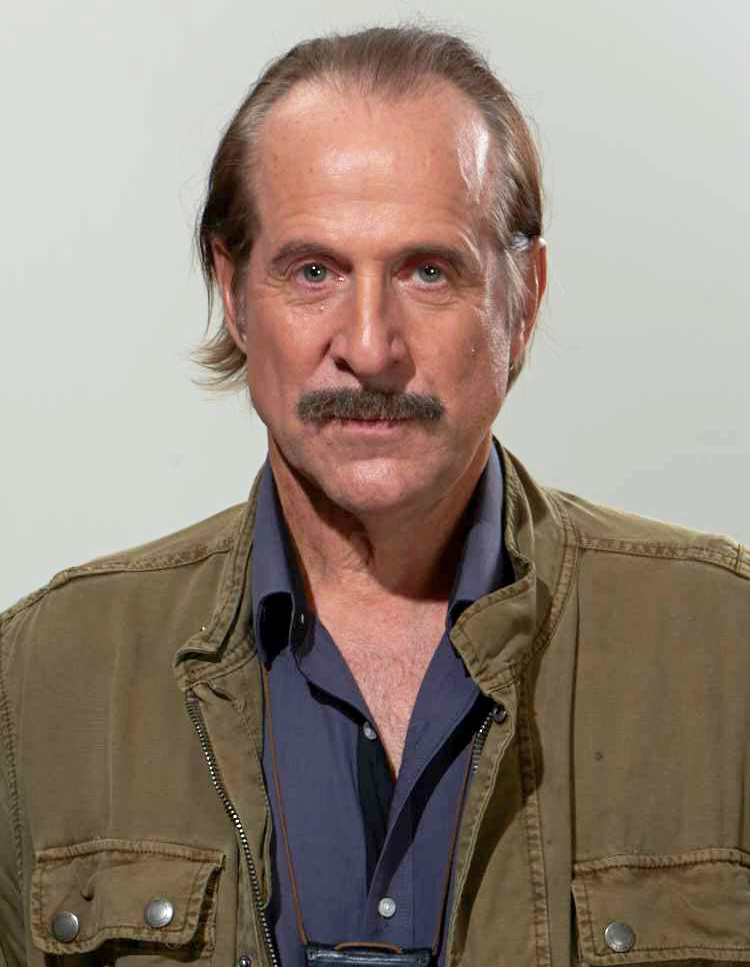
Peter Stormare (2015)

Peter Stormare (* 27. August 1953 in Kumla als Peter Ingvar Rolf Storm) ist ein schwedischer Schauspieler.

## Leben und Karriere
Der in Arbrå in der Gemeinde Bollnäs in Schweden aufgewachsene Stormare begann seine Schauspielkarriere am Dramaten in Stockholm, zu dessen fester Besetzung er elf Jahre lang gehörte. In Schweden gehörte Stormare dem festen Ensemble des Regisseurs Ingmar Bergman an. 1990 nahm er einen leitenden Posten („Associate Artistic Director“) am Tokyo Globe Theatre an und machte sich durch verschiedene Shakespeare-Aufführungen wie Hamlet einen Namen. Drei Jahre später ging er nach New York und trat von da an hauptsächlich in englischsprachigen Produktionen auf.
Markante Nebenrollen in Blockbustern wie Vergessene Welt: Jurassic Park, Armageddon – Das jüngste Gericht, Minority Report und The Big Lebowski machten ein breites Publikum mit seinem Gesicht vertraut, besonders bekannt ist seine Darstellung in Fargo – Blutiger Schnee. 2005 lieferte er einen denkwürdigen Kurzauftritt als Luzifer im Mysterythriller Constantine. Im 2005 veröffentlichten Spiel Quake 4 lieh er der Figur Technician Strauss seine Stimme. Einen gewissen Kultstatus erreichte er dank seiner Auftritte als Wolfgang in den Videoepisoden „Unpimp Your Auto“ der in den USA populären „VDub“-Fernsehwerbekampagne von Volkswagen. In Filmproduktionen verkörpert er öfter Russen.
In Hitler – Aufstieg des Bösen spielte Stormare den SA-Chef Ernst Röhm. In der Fernsehserie Prison Break verkörperte er den Mafiaboss John Abruzzi.
Zudem spielt er Erich von dem Bach-Zelewski im Musikvideo zu Uprising der Power-Metal-Band Sabaton und den „Replacer“ in Call of Duty: Black Ops II. Außerdem verkörperte er den Psychoanalytiker Dr. A.J. Hill im Videospiel Until Dawn. Er spielte auch in der Fernsehserie The Blacklist mit. In Lindemanns Musikvideos, Steh auf und Frau & Mann, verkörpert er eine der Hauptfiguren neben Landsmann Peter Tägtgren.
Stormare lebt sowohl in den USA als auch in Schweden. Von seiner ersten Frau, der Schauspielkollegin Karen Sillas, ist er geschieden, sie haben eine gemeinsame Tochter namens Kelly.
Peter Stormare wird in einigen Filmen von Klaus-Dieter Klebsch synchronisiert.

## Filmografie

### Kino
- 1978: Lyfyet (The Score)
- 1982: Fanny und Alexander (Fanny och Alexander)
- 1986: Den Frusna leoparden
- 1987: Pirates of the Lake (Mälarpirater)
- 1990: Zeit des Erwachens (Awakenings)
- 1991: Reflections in a Dark Sky (Riflessi in un cielo scuro)
- 1991: Freud’s Leaving Home (Freud flyttar hemifrån…)
- 1992: Verhängnis (Damage)
- 1996: Der Polygraph (Le polygraphe)
- 1996: Fargo
- 1997: Vergessene Welt: Jurassic Park (The Lost World: Jurassic Park)
- 1997: Playing God
- 1998: Commander Hamilton (Hamilton)
- 1998: The Big Lebowski
- 1998: Das Mercury Puzzle (Mercury Rising)
- 1998: New York People – Stories aus einer verrückten Stadt (Somewhere in the City)
- 1998: Armageddon – Das jüngste Gericht (Armageddon)
- 1999: 8mm – Acht Millimeter (8MM)
- 1999: Showdown auf dem Weg zur Hölle (Purgatory)
- 1999: Love in the Mirror (Amor nello specchio)
- 2000: The Million Dollar Hotel
- 2000: Bruiser
- 2000: Circus
- 2000: Dancer in the Dark
- 2000: Chocolat – Ein kleiner Biss genügt (Chocolat)
- 2001: Happy Campers – Alle wollen nur das Eine (Happy Campers)
- 2002: The Beatle Fan (Kurzfilm)
- 2002: 13 Moons
- 2002: Bad Company – Die Welt ist in guten Händen (Bad Company)
- 2002: Windtalkers
- 2002: Minority Report
- 2002: Spun
- 2002: The Tuxedo – Gefahr im Anzug (The Tuxedo)
- 2003: The Movie Hero
- 2003: Bad Boys II
- 2004: Birth
- 2005: Constantine
- 2005: 2001 Maniacs
- 2005: Brothers Grimm (The Brothers Grimm)
- 2006: Nacho Libre
- 2006: Unknown
- 2006: One Night with You
- 2007: They Never Found Her (Kurzfilm)
- 2007: Hoppet – Der große Sprung ins Glück (Hoppet)
- 2007: Die Vorahnung (Premonition)
- 2007: Gone with the Woman (Tatt av kvinnen)
- 2007: Anamorph – Die Kunst zu töten (Anamorph)
- 2007: Echo (Ekko)
- 2007: Switch
- 2007: Boot Camp
- 2008: Beschützer wider Willen (Witless Protection)
- 2008: Wolf (Varg)
- 2008: Insanitarium
- 2009: Horsemen
- 2009: Experiment Killing Room
- 2009: Das Kabinett des Doktor Parnassus (The Imaginarium of Doctor Parnassus)
- 2010: Corridor (Isolerad)
- 2010: Henry & Julie – Der Gangster und die Diva (Henry’s Crime)
- 2010: Small Town Murder Songs
- 2010: Dylan Dog (Dylan Dog: Dead of Night)
- 2011: A Standard Story (Kurzfilm)
- 2011: Die Nacht der Jäger (Jägarna 2)
- 2011: Inseparable
- 2012: Small Apartments
- 2012: Tai Chi Hero
- 2012: Get the Gringo
- 2012: Lockout
- 2013: The Last Stand
- 2013: Hänsel und Gretel: Hexenjäger Hansel & Gretel: Witch Hunters
- 2013: Sibirische Erziehung (Educazione Siberiana)
- 2013: Bad Milo!
- 2013: Pain & Gain
- 2013: The Zero Theorem
- 2013: Autumn Blood
- 2013: Heatstroke – Ein höllischer Trip (Heatstroke)
- 2014: Tokarev – Die Vergangenheit stirbt niemals (Rage)
- 2014: 22 Jump Street
- 2014: Clown
- 2014: Um jeden Preis (I Am Here)
- 2015: Every Thing Will Be Fine
- 2016: Rupture – Überwinde deine Ängste (Rupture)
- 2017: John Wick: Kapitel 2 (John Wick: Chapter 2)
- 2017: Tötet Sie! (Kill ´Em All)
- 2017: VIP (브이아이피)
- 2019: 6 Underground
- 2020: Songbird
- 2022: Day Shift
- 2023: The Ritual Killer
- 2024: Immer wieder Dienstag (Tisdagsklubben)
- 2025: Until Dawn

### Fernsehen
- 1983: Spanarna (Fernsehfilm)
- 1986: Seppan (Fernsehfilm)
- 1993: Morsarvet (Fernsehserie)
- 1993: The Bacchae (Backanterna, Fernsehfilm)
- 1994: Niemandsland (No Man’s Land, Fernsehfilm)
- 1996: Swift Justice (Fernsehserie)
- 1996: Ett sorts Hades (Fernsehfilm)
- 1997: Dabei: Ein Clown (Larmar och gör sig till, Fernsehfilm)
- 1998: Seinfeld (Fernsehserie)
- 1999: Showdown auf dem Weg zur Hölle (Purgatory, Fernsehfilm)
- 2001: Commander Hamilton (Hamilton, Fernsehfilm)
- 2002–2003: Watching Ellie (Fernsehserie)
- 2003: Hitler – Aufstieg des Bösen (Hitler: The Rise of Evil, Fernsehfilm)
- 2004: Joey (Fernsehserie)
- 2005–2006: Prison Break (Fernsehserie)
- 2007: CSI: Vegas (CSI: Crime Scene Investigation, Fernsehserie)
- 2008: Monk (Fernsehserie)
- 2008: Transformers: Animated (Fernsehserie) (Stimme)
- 2009: Tim and Eric Awesome Show, Great Job! (Fernsehserie)
- 2010: Weeds – Kleine Deals unter Nachbarn (Weeds, Fernsehserie)
- 2010: Hawaii Five-0 (Fernsehserie)
- 2010: Abenteuerzeit mit Finn und Jake (Fernsehserie)
- 2010: Ben 10: Ultimate Alien (Fernsehserie)
- 2010: Covert Affairs (Fernsehserie)
- 2011: Wilfred (Fernsehserie)
- 2011: Leverage (Fernsehserie)
- 2011: Navy CIS: L.A. (NCIS: Los Angeles, Fernsehserie)
- 2012: Body of Proof (Fernsehserie)
- 2013: Germany’s Next Topmodel (Fernsehshow)
- 2013: Sperm Boat (Fernsehfilm)
- 2013: Phineas und Ferb (Fernsehserie)
- 2014: Rake (Fernsehserie)
- 2014: Psych (Fernsehserie)
- 2014: The Blacklist (Fernsehserie, sechs Episoden)
- 2014: Longmire (Fernsehserie)
- 2014–2015: Arrow (Fernsehserie)
- 2016: Midnight Sun (Midnattssol, Fernsehmehrteiler)
- 2016–2018: Swedish Dicks (Fernsehserie)
- 2017–2021: American Gods (Fernsehserie)
- 2020: Briarpatch – Texas Kills! (Briarpatch, Fernsehserie)
- 2022: 1923 (Fernsehserie, Folge 1x05)
- 2024: Tracker (Fernsehserie)

### Videospiele
- 2002: Forgotten Realms: Icewind Dale II (Isair)
- 2004: The Bard’s Tale
- 2005: Mercenaries: Playground of Destruction (Mattias Nilsson)
- 2005: Quake 4 (Pvt. Johann Strauss)
- 2008: Mercenaries 2: World in Flames (Mattias Nilsson)
- 2008: Command & Conquer: Alarmstufe Rot 3 (Dr. Gregor Zelinsky)
- 2009: Wanted: Weapons of Fate (The Immortal)
- 2010: Prison Break: The Conspiracy (John Abruzzi)
- 2012: The Secret World (Dr. Anton Aldini)
- 2014: The Elder Scrolls Online (Jorunn the Skald King)
- 2014: Destiny (Arach Jalaal)
- 2015: Lego Jurassic World (Dieter Stark)
- 2015: Until Dawn (Dr. Hill)
- 2018: Call of Duty: Black Ops 4
- 2024: Call of Duty: Black Ops 6

### Musikvideos
- 2010: Sabaton – Uprising
- 2019: Lindemann – Steh auf
- 2019: Lindemann – Frau und Mann
- 2019: Possessed – Graven
- 2024: Pain – Go With The Flow